# 블루 욘더 이지 플라이어

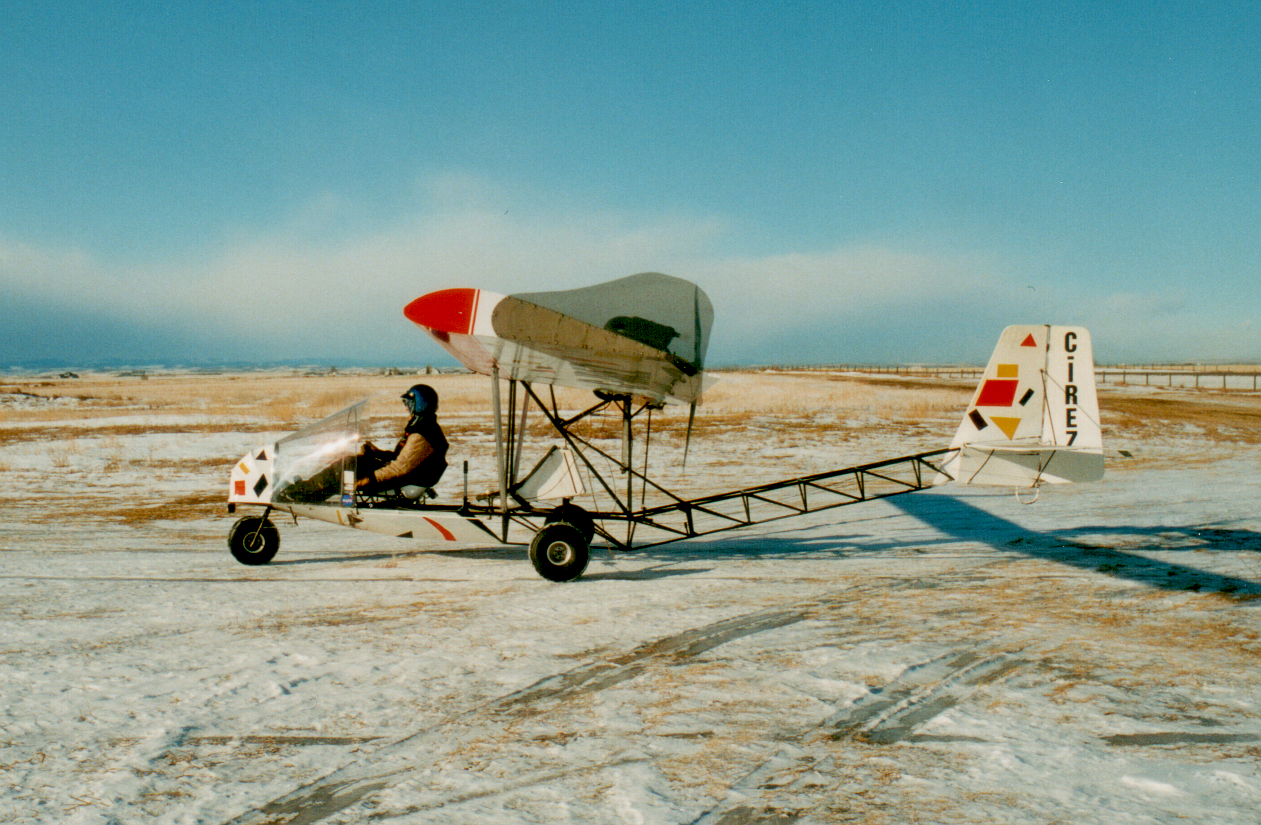

블루 욘더 이지 플라이어(Blue Yonder EZ Flyer)는 캐나다가 설계 및 제작한 탠덤(tandem) 2인승, 개방형 조종석, 푸셔 구성, 레크리에이션 및 훈련용 항공기로 블루 욘더 항공(Blue Yonder Aviation)에서 완성된 항공기 또는 키트 형태로 제공된다.
캐나다에서는 기본 초경량 항공기, 고급 초경량 항공기 또는 아마추어 제작 항공기로 제작할 수 있다.

## 사양

### 일반적인 특성
- 승무원 : 1명
- 정원 : 승객 1명
- 길이: 6.4m(21피트 0인치)
- 날개 길이: 9.5m(31피트 0인치)
- 높이: 2.1m(7피트 0인치)
- 날개 면적: 176평방피트(16.4m2)
- 익형: Clark Y
- 공차 중량: 495lb(224kg)
- 총 중량: 544kg(1,200lb)
- 동력장치: 1 × Rotax 582 고정 피치, 64hp(48kW)

### 성능
- 최대 속도: 100mph(162km/h, 87kn)
- 순항 속도: 70mph(113km/h, 61kn)
- 실속 속도: 38mph(62km/h, 33kn)
- 범위: 382마일(615km, 380nmi)
- 서비스 한도: 12,000피트(3,660m)
- 출력/질량: 18.75lb/hp(0.09kW/kg)